# ألدو غونا
ألدو غونا (بالألبانية: Aldo Guna‏) هو لاعب كرة قدم ألباني في مركز الوسط، ولد في 18 يناير 1985 في فلوره في ألبانيا. لعب مع نادي تيوتا دورس ونادي سكندربيو كورتشه ونادي فلامورتاري فلوره.

## وصلات خارجية
- ألدو غونا على موقع قاعدة بيانات كرة القدم.إي يو (الإنجليزية)